# 海巡署500噸級巡防救難艦 (金門)
金門艦、連江艦，為中華民國行政院海岸巡防署依據"汰換暨新建中型巡防艦計畫"建造之巡防救難艦。
二艘巡防艦係因應執法緝私、海難救助等多功能任務需求而規劃建造，耗時1年半，除賡續維持現役500噸級巡防艦優良設計外，更於艦艉處加裝一組輔助舵，增強抗橫搖能力，提升航行穩定性；消防系統採用先進氣霧式消防裝置，可降低對人員之傷害與儀器之損害。該艦最主要的特色是首艘採用噴水推進系統之大型艦艇，強化艦體轉向操作之靈活性；在收放警備救難小艇部分，採用艉滑道收放，於實施緊急救難任務時更具機動及安全性。
全艦採用數位式觸控監控系統，醫療室、病房更採獨立空調隔離艙區，減低勤務人員感染機率，並適度調整執勤人員住艙空間，降低噪音，使住艙、休閒空間更具人性化；另結合無線傳輸連線技術，提高艦艇任務運作效率，堪稱是一艘科技化及高性能的巡防艦。

2008年5月23日，金門艦在烏坵外海執勤護漁巡弋任務時，當艦艇起錨準備開航時，重達數十噸的錨鏈及錨體突然應聲斷裂掉入海中。

## 同級艦
| 艦名   | 舷號  | 建造廠       | 開工日期     | 下水日期      | 交船日期      | 服役日期      | 除役日期       | 備註  |
| ------ | ----- | ------------ | ------------ | ------------- | ------------- | ------------- | -------------- | ----- |
| 金門艦 | CG123 | 中信造船集團 | 2006年7月7日 | 2007年5月10日 | 2008年1月28日 | 2008年2月24日 |                | [ 1 ] |
| 連江艦 | CG125 | 中信造船集團 | 2006年7月7日 | 2007年5月3日  | 2008年1月28日 | 2008年2月24日 | 2023年10月27日 |       |